# Bariton

A bariton hangterjedelme zongorán szemléltetve, a pont a C_{4}-et jelöli.

A bariton (az ógörög barütonosz, azaz mélyen hangzó kifejezésből; latinul: baritonans, baritonus, olaszul: baritono) a leggyakoribb, középfekvésű (a tenor és a basszus közötti) férfi hangfaj, illetve szólam. A franciák a baritont basse-taille, értsd: mély tenornak nevezik vagy concordant-nak (mert a bariton hangterjedelme a tenorokkal és basszusokkal „összeegyezik”). Ezt a szólamot a szólamkönyvek a 17. századig vagannak vagy quinta voxnak nevezték.

## Fajták hangmagasság szerint
Hangterjedelme A-tól e'-ig vagy g'-ig tart. A bariton hangokat aszerint, amint inkább felfelé vagy lefelé terjednek, tenor-, illetőleg basszbaritonoknak nevezzük. A tenorbariton a hőstenortól (Tenore drammatico, di forza vagy robusto) alig különböztethető meg; sok hőstenor nem egyéb, mint olyan baritonista, akinek hangját különösen a magasabb hangokra képezték ki.

## Típusok
- Baryton-martin: bariton a legmagasabb hanggal.
- Drámai bariton: a bariton erős, mély változata, például Beethoven Fideliójában Pizarro.
- Lírai bariton: a legtöbbet használt baritontípus, sokszor komikus szereplők ilyenek, például Mozart Varázsfuvolájából Papageno.
- Verdi-bariton: egy igen magas bariton fajta, főleg a romantikus operákban kedvelt.
- Hősbariton: a drámaihoz hasonló, erőteljes, "érces" hang, például Puccini Tosca-jában Scarpia vagy Wagner egyes szerepei.

A barbershop-zenében a lead szólamnál picivel alacsonyabb, általában egy kvinttel a basszus fölött énekel. Ebben a stílusban nők is énekelhetik (ha elég mély a hangjuk).

## Az operairodalom híres bariton szerepei
- Eugen d’Albert: Hegyek alján – Sebastiano (hősbariton vagy basszbariton)
- Bartók Béla: A kékszakállú herceg vára – a Kékszakállú herceg (magas basszus vagy basszbariton)
- Ludwig van Beethoven: Fidelio – Don Pizarro (hősbariton)
- Vincenzo Bellini: A kalóz – Ernesto
- Alban Berg: Wozzeck – Wozzeck (drámai vagy hősbariton)
- Georges Bizet: Gyöngyhalászok – Zurga (drámai vagy lírai bariton)
- Bizet : Carmen – Escamillo (lírai bariton)
- Alekszandr Porfirjevics Borogyin: Igor herceg –  Igor (hősi bariton)
- Peter Cornelius: A bagdadi borbély – A kalifa (lírai bariton)
- Pjotr Iljics Csajkovszkij: Jevgenyij Anyegin – Anyegin (lírai bariton)
- Léo Delibes: Lakmé – Nilakantha (lírai bariton)
- Gaetano Donizetti: Szerelmi bájital – Belcore (buffo bariton)
- Donizetti: Lammermoori Lucia – Lord Ashton (lírai bariton)
- Donizetti: Don Pasquale – Malatesta doktor (lírai bariton)
- Erkel Ferenc: Bánk bán – Tiborc (lírai bariton)
- Erkel: Brankovics György – Brankovics György (hősi basszbariton)
- Friedrich von Flotow: Márta – Plumkett (lírai bariton vagy buffo basszus)
- George Gershwin: Porgy és Bess – Porgy (lírai bariton)
- Umberto Giordano: André Chénier – Gérard (lírai bariton)
- Mihail Ivanovics Glinka: Ivan Szuszanyin – Szuszanyin (súlyos basszus vagy hősbariton)
- Glinka: Ruszlán és Ludmilla – Ruszlán (basszbariton)
- Christoph Willibald Gluck: Iphigénia Auliszban – Agamemnón (hősbariton)
- Gluck: Iphigénia Tauriszban – Oresztész (drámai vagy hősbariton)
- Goldmark Károly: Sába királynője – Salamon király (lírai bariton)
- Charles Gounod: Faust – Mefisztó (basszbariton vagy magas basszus); Valentin (lírai bariton)
- Paul Hindemith: Mathis, a festő – Mathis (hősbariton)
- Kodály Zoltán: Háry János – Háry János, Napóleon
- Ruggero Leoncavallo: Bajazzók – Tonio (hősi bariton)
- Albert Lortzing: Cár és ács – I. Péter (hősbariton)
- Pietro Mascagni: Parasztbecsület – Alfio (hősi bariton)
- Giacomo Meyerbeer: A hugenották – Saint Bris gróf (hősbariton)
- Stanisław Moniuszko: Halka – Janusz (lírai bariton)
- Claudio Monteverdi: Orfeo – Orfeo (magas lírai bariton vagy tenor)
- Wolfgang Amadeus Mozart: Figaro házassága – Almaviva gróf (lírai bariton), Figaro (mély bariton, esetleg basszbariton vagy buffo basszus)
- Mozart: Don Giovanni – Don Giovanni (lírai bariton, esetleg magas basszus)
- Mozart: A varázsfuvola – Papageno (lírai bariton, esetleg magas basszus)
- Modeszt Petrovics Muszorgszkij: Borisz Godunov – Borisz Godunov (hősi bariton vagy magas basszus)
- Muszorgszkij: Hovanscsina – Hovanszkij herceg (magas basszus vagy hősbariton)
- Amilcare Ponchielli: Gioconda – Barnabás (hősbariton)
- Giacomo Puccini: Manon Lescaut – Géronte (basszbariton vagy basszus)
- Puccini: Bohémélet – Marcel, festő (lírai bariton)
- Puccini: Tosca – Scarpia (lírai bariton vagy hősbariton)
- Puccini: A Nyugat lánya – Jack Rance, seriff (hősbariton)
- Puccini: A köpeny – Marcel (drámai bariton)
- Puccini: Gianni Schicchi – Gianni Schicchi (bariton vagy buffo basszus)
- Gioachino Rossini: Hamupipőke – Dandini (lírai bariton)
- Rossini: A sevillai borbély – Figaro (lírai bariton)
- Rossini: Tell Vilmos – Gessler Hermann (hősbariton)
- Bedřich Smetana: Az eladott menyasszony – Kruzsina (lírai bariton)
- Giuseppe Verdi: Nabucco – Nabucco (lírai bariton)
- Verdi; Ernani – Don Carlos (lírai bariton)
- Verdi: Macbeth – Macbeth (hősbariton, esetleg lírai bariton)
- Verdi: Rigoletto – Rigoletto (lírai bariton, esetleg hősi bariton)
- Verdi: A trubadúr – Luna gróf (lírai bariton)
- Verdi: Traviata – Georges Germont (lírai bariton)
- Verdi: Simon Boccanegra – Simon Boccanegra (lírai bariton)
- Verdi: A végzet hatalma – Calatrava gróf (basszbariton)
- Verdi: Don Carlos – Posa márki (lírai bariton)
- Verdi: Otello – Jago (hősbariton)
- Verdi: Falstaff – Falstaff (hősi bariton, esetleg lírai bariton)
- Richard Wagner: A bolygó hollandi – A hollandi (hősbariton)
- Wagner: Tannhäuser – Wolfram von Eschenbach (lírai bariton)
- Wagner: Lohengrin – Friedrich von Telramund (hősi bariton)
- Wagner: Trisztán és Izolda – Kurvenal (hősbariton, esetleg lírai bariton)
- Wagner: A nürnbergi mesterdalnokok – Hans Sachs (hősbariton), Sixtus Beckmesser (karakterbariton)
- Wagner: A Nibelung gyűrűje – Wotan (hősbariton), Alberich (drámai bariton), Gunther (hősbariton)
- Wagner: Parsifal – Amfortas (súlyosabb lírai bariton), Klingsor (hősbariton)
- Carl Maria von Weber : A bűvös vadász – Ottokár (lírai bariton), Kuno (magas basszus vagy basszbariton)